# 土星獎
土星獎（英語：Saturn Awards，或譯釷星獎）是一個由科幻、奇幻及恐怖電影學院（Academy of Science Fiction, Fantasy and Horror Films）舉辦的美國年度影視獎項，每年頒發不同的獎項給該年最佳的科幻、奇幻及恐怖電影及電視劇。

## 類別

### 電影
- 最佳科幻電影
- 最佳奇幻電影
- 最佳恐怖電影
- 最佳動作／歷險／驚悚電影
- 最佳動畫電影
- 最佳國際電影（英语：Saturn Award for Best International Film）
- 最佳導演（英语：Saturn Award for Best Direction）
- 最佳男主角
- 最佳女主角
- 最佳男配角
- 最佳女配角
- 最佳年輕演員（英语：Saturn Award for Best Performance by a Younger Actor）
- 最佳劇本（英语：Saturn Award for Best Writing）
- 最佳音樂（英语：Saturn Award for Best Music）
- 最佳化妝（英语：Saturn Award for Best Make-up）
- 最佳服裝（英语：Saturn Award for Best Costume）
- 最佳特別效果（英语：Saturn Award for Best Special Effects）
- 最佳佈景設計（Best Production Design）

1980年另有一項最佳外語片獎，唯一得獎者為1977年的電影《Dinner for Adele》。

### 電視
- 土星獎最佳網路電視影集獎（英语：Saturn Award for Best Network Television Series）
- 土星獎最佳有線電視影集獎（英语：Saturn Award for Best Syndicated/Cable Television Series）
- 土星獎最佳電視節目獎（英语：Saturn Award for Best Television Presentation）
- 土星獎最佳電視男主角（英语：Saturn Award for Best Actor on Television）
- 土星獎最佳電視女主角（英语：Saturn Award for Best Actress on Television）
- 土星獎最佳電視男配角（英语：Saturn Award for Best Supporting Actor on Television）
- 土星獎最佳電視女配角（英语：Saturn Award for Best Supporting Actress on Television）
- 土星獎最佳國際影集獎（英语：Saturn Award for Best International Series）

### 家庭影片
- Saturn Award for Best DVD Release（英语：Saturn Award for Best DVD Release）
- Saturn Award for Best DVD Special Edition Release（英语：Best DVD Special Edition Release）
- Saturn Award for Best DVD Classic Film Release（英语：Best DVD Classic Film Release）
- Saturn Award for Best DVD Collection（英语：Best DVD Collection）
- Saturn Award for Best DVD Television Release（英语：Best DVD Television Release）

## 外部連結
- 官方网站
- 互聯網電影數據庫上的土星獎 （页面存档备份，存于）